# ژانین ون دالن
ژانین ون دالن (انگلیسی: Jeanine van Dalen؛ زادهٔ ۱۸ ژوئن ۱۹۸۶) بازیکن فوتبال اهل پادشاهی هلند است.
وی همچنین در تیم ملی فوتبال زنان هلند بازی کرده‌است.